# Rhadinella hempsteadae
Espèce
Synonymes
- Rhadinaea hempsteadae Stuart & Bailey, 1941

Statut de conservation UICN

 EN B1ab(iii) : En danger
Rhadinella hempsteadae  est une espèce de serpents de la famille des Dipsadidae.

## Répartition
Cette espèce est endémique du Guatemala. Elle se rencontre entre 1 200 et 3 000 m dans la Sierra de las Minas.

## Description
L'holotype de Rhadinella hempsteadae mesure 394 mm dont 128 mm pour la queue. Cette espèce présente une teinte générale brune.

## Étymologie
Cette espèce est nommée en l'honneur de Maria Luisa Hempstead.

## Publication originale
- Stuart & Bailey, 1941 : Three new species of the genus Rhadinaea from Guatemala. Occasional Papers of the Museum of Zoology, University of Michigan, no 442, p. 1–11 (texte intégral).